# هونگچی اچ۵
هونگچی اچ۵ یک اتومبیل سایز متوسط است که توسط گروه فاو تحت علامت هونگچی تولید می‌شود.

## بررسی اجمالی
این خودرو در نمایشگاه خودروی شانگهای ۲۰۱۷ به عنوان یک مدل مفهومی معرفی شد نسخه تولیدی نیز در سال ۲۰۱۷ در نمایشگاه گوانگژو معرفی و به بازار عرضه شد. این خودرو بر اساس پلتفرم نسل سوم مزدا 6 (GJ / GL) ساخته شده‌است.

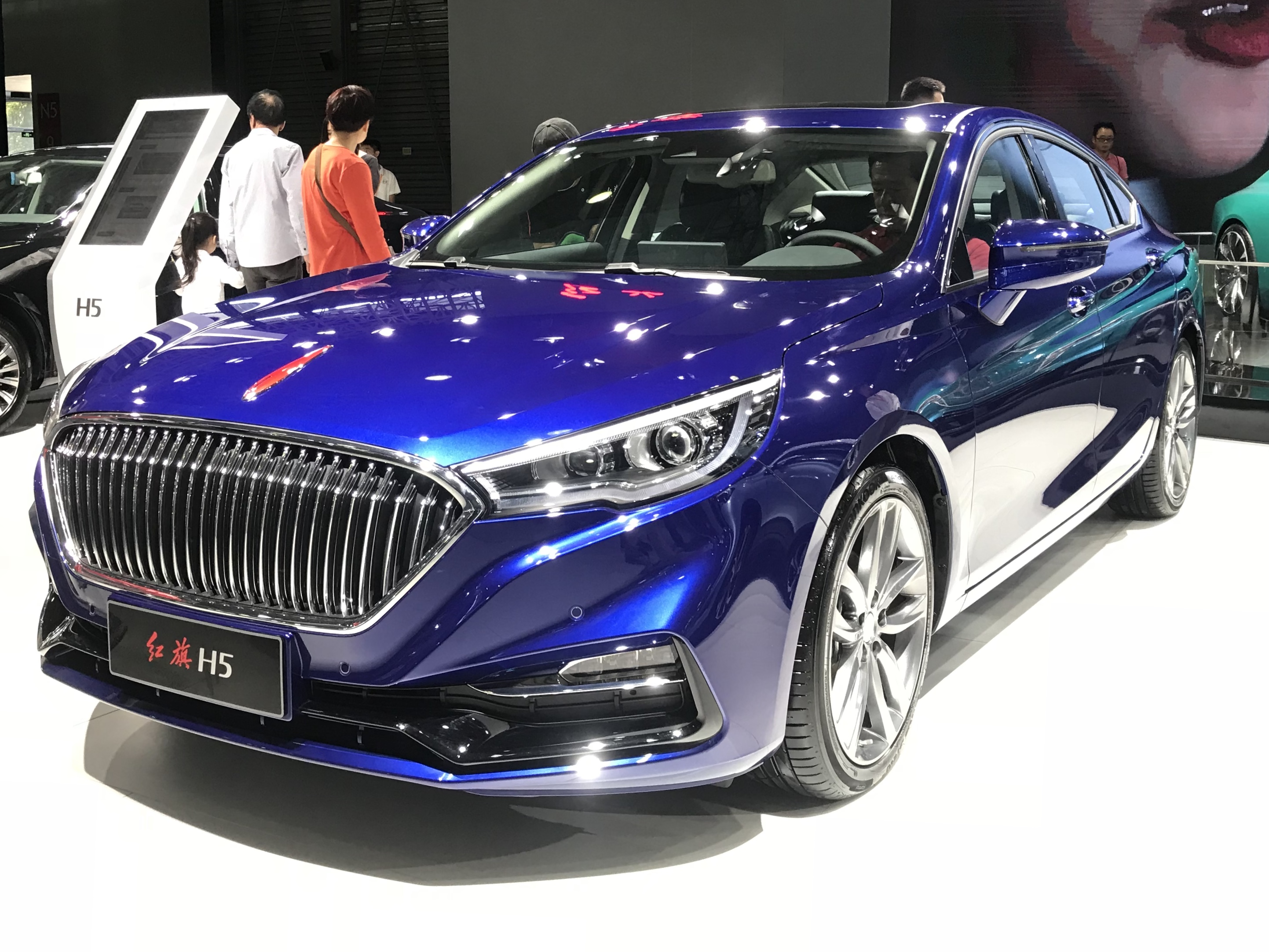
نمای جلو (پیش از فیس لیفت)
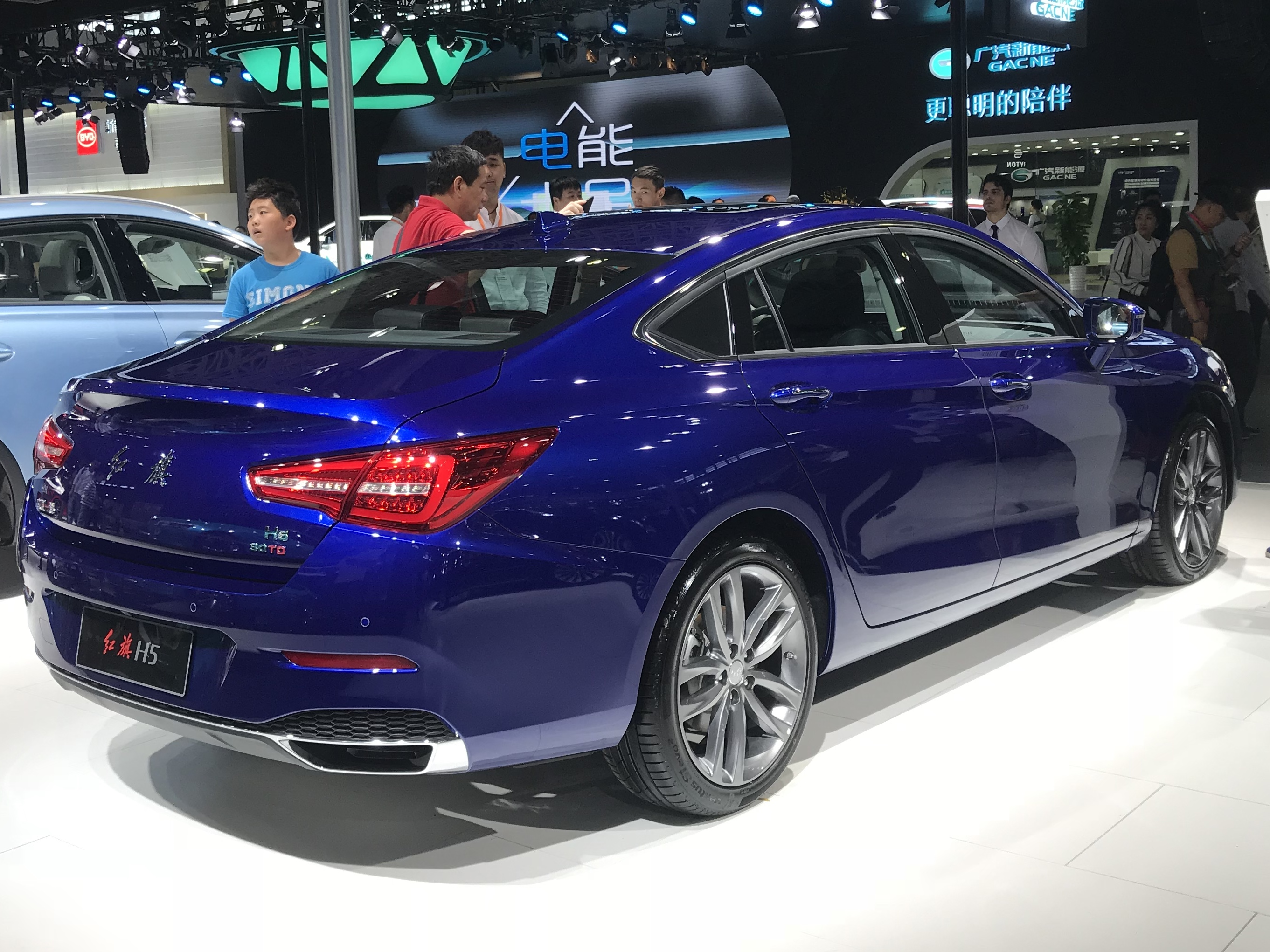
نمای عقب (پیش از فیس لیفت)

### پیشرانه
برای این خودرو موتور ۱٫۸ لیتری توربو با قدرت ۱۷۸ اسب بخار و ۲۵۰ نیوتن متر گشتاور متصل به جعبه دنده 6 سرعته اتوماتیک این خودرو با قیمت از ۱۴۹٬۸۰۰ تا ۱۹۵٬۸۰۰ یوان در بازار عرضه می‌شود.
برای مدل ۲۰۲۰، یک موتور توربو ۱٫۵ لیتری جدید با قدرت ۱۶۹ اسب بخار و ۲۵۸ نیوتن متر گشتاور همراه با گزینه گیربکس ۷ سرعته دو کلاچه به خط تولید اضافه شد.
در مدل 2023 برای این خودرو ۳موتور در نظر گرفته شده که شامل :
1/5لیتری TGDI با گیربکس 7سرعته دوکلاچه تر
1/8 لیتری TGDI با گیربکس 8 سرعته AT
2لیتری TGDI با گیربکس 8 سرعته AT

### امکانات و آپشن ها
سقف پانورامای برقی - صندلی های برقی جلو با گرمکن و سردکن - تهویه اتوماتیک دوکاناله - پاکسازی هوای کابین - نمایشگر لمسی - دوربین ۳۶۰ درجه - تشخیص اجسام متحرکت اطراف خودرو - دوربین ثبت وقایع - فناوری LED چراغ ها - نور بالای اتوماتیک - کروز کنترل تطبیقی - رینگ آلومینیومی - تریم داخلی چرم - اپل کار پلی - نور پردازی کابین - تنظیم حالت رانندگی - جلو آمپر دیجیتال - استارت استاپ اتوماتیک - استارت دکمه ای - سنسور نور - سنسور باران - سیستم صوتی حرفه ای - بازشو برقی درِ صندوق عقب - آینه حساس به نور - رانندگی بین خطوط
و امکانات ایمنی شامل :
۹ کیسه هوای ۱۱ نقطه ای - سامانه کنترل پایداری الکتریکی - سامانه کنترل شروع حرکت در سربالایی - رادار نقطه کور - رادار خط خوان - ترمز اضطراری اتوماتیک

### نسخه اسپرت

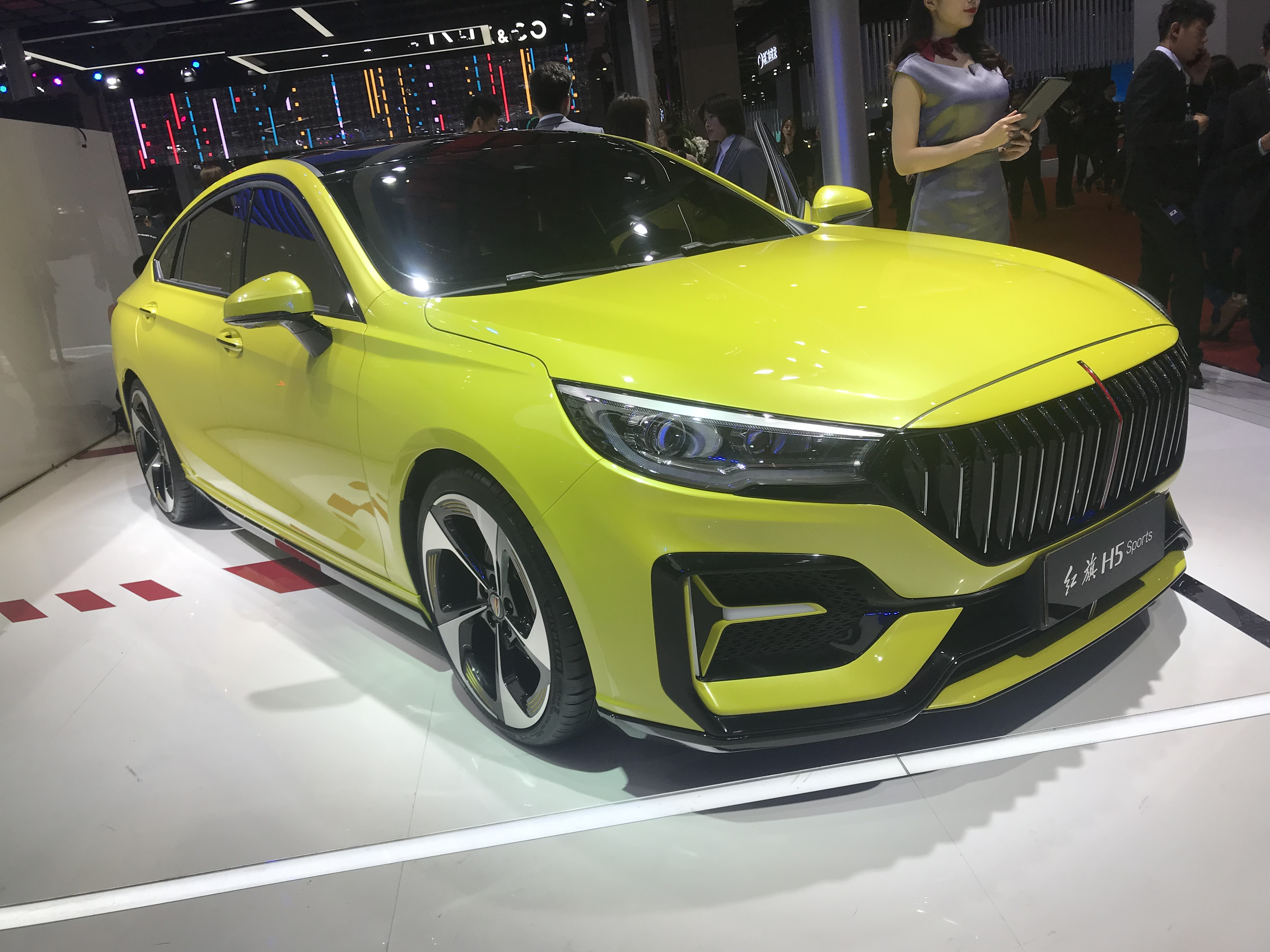
نمای جلو نسخه اسپرت

هونگچی اس۵ اسپورت یک سدان سایز متوسط اسپرت مبتنی بر هونگچی اس۵ است و از سپرهای جلو و عقب تهاجمی تر، جلو پنجره مشبک بازطراحی شده، قطعات براق مشکی و اسپویلر نصب شده در صندوق عقب و اگزوز چهارگانه بهره می‌برد. با این حال، پیشرانه همچنان همان اچ۵ معمولی است.